# Comuna Pidhaiți, Mlîniv
Pidhaiți (în ucraineană Підгайці) este o comună în raionul Mlîniv, regiunea Rivne, Ucraina, formată din satele Koblîn, Ozliiv, Pidhaiți (reședința) și Ujîneț.

## Demografie
Componența lingvistică a comunei Pidhaiți
     Ucraineană (99,26%)
     Alte limbi (0,61%)
Conform recensământului din 2001, majoritatea populației comunei Pidhaiți era vorbitoare de ucraineană (99,26%), existând în minoritate și vorbitori de alte limbi.